# Liocrànids
Els liocrànids (Liocranidae) són una família d'aranyes araneomorfes. Fou descrita per primera vegada per Eugène Simon l'any 1897.
El gènere més conegut a Europa és Agroeca, amb una distribució per la zona holàrtica. Diversos gèneres d'aranyes de color fosc estan incloses en aquesta família però cal analitzar amb més profunditat aquesta relació i confirmar l'afiliació.
La seva distribució és ampla, i es troben per tot Europa, gairebé a tot Àsia, gran part d'Àfrica, Nord-amèrica, Austràlia Occidental i una petita zona de Sud-amèrica. Dues espècies de Neoanagraphis s'han trobat en unes condicions d'una elevada aridesa en els deserts de Mojave, Sonora i Chihuahua (EUA). Les femelles viuen aparentment en refugis i els mascles són errants i sovint cauen en forats trampa.

## Sistemàtica
Segons el World Spider Catalog amb data d'11 d'abril de 2019, aquesta família té reconeguts 32 gèneres i 275 espècies de les quals 37 pertanyen al gènere Oedignatha, amb distribució asiàtica. El creixement dels darrers anys és considerable, ja que el 28 d'octubre de 2006 hi havia reconeguts 29 gèneres i 160 espècies.
- Agraecina Simon, 1932 – Mediterrani Occidental, Romania, Canàries
- Agroeca Westring, 1861 – Holàrtic
- Andromma Simon, 1893 – Àfrica
- Apostenus Westring, 1851 – Àfrica, Europa, Nord-amèrica
- Arabella Bosselaers, 2009 – Grècia, Turquia
- Argistes Simon, 1897 – Namíbia, Sri Lanka
- Coryssiphus Simon, 1903 – Sud-àfrica
- Cteniogaster Bosselaers & Jocqué, 2013 – Tanzània, Kenya
- Cybaeodes Simon, 1878 – Mediterrani
- Donuea Strand, 1932 – Madagascar
- Hesperocranum Ubick & Platnick, 1991 – EUA
- Jacaena Thorell, 1897 – Myanmar, Tailàndia
- Koppe Deeleman-Reinhold, 2001 Sud-est d'Àsia (Indonèsia)
- Laudetia Gertsch, 1941 – República Dominicana
- Liocranoeca Wunderlich, 1999 – EUA, Europa, Rússia
- Liocranum L. Koch, 1866 – Cuba, Europa fins a Geòrgia, Mediterrani, Nova Guinea
- Liparochrysis Simon, 1909 – Austràlia
- Mesiotelus Simon, 1897 – Mediterrani, Àsia central, Àfrica
- Mesobria Simon, 1898 – Saint Vincent
- Neoanagraphis Gertsch & Mulaik, 1936 – EUA, Mèxic
- Oedignatha Thorell, 1881 – Àsia Meridional
- Paratus Simon, 1898 – Sri Lanka
- Rhaeboctesis Simon, 1897 – Africa
- Sagana Thorell, 1875 – Europa, Caucas (Rússia, Geòrgia)
- Scotina Menge, 1873 – Europa, Algèria, Rússia, Malta
- Sesieutes Simon, 1897 – Àsia Meridional
- Sphingius Thorell, 1890 – Àsia Meridional
- Sudharmia Deeleman-Reinhold, 2001 – Sumatra
- Teutamus Thorell, 1890 – Àsia Meridional
- Toxoniella Warui & Jocqué, 2002 – Kenya
- Vankeeria Bosselaers, 2012 – Grècia
- Xenoplectus Schiapelli & Gerschman, 1958

### Fòssils
Segons el World Spider Catalog versió 19.0 (2018), existeix un gènere fòssil:
- †Palaeospinisoma Wunderlich, 2004

### Superfamília Corinnoidea
Els liocrànids havien format part de la superfamília dels corinnoïdeus (Corinnoidea), al costat dels corínnids. Les aranyes, tradicionalment, havien estat classificades en famílies que van ser agrupades en superfamílies. Quan es van aplicar anàlisis més rigorosos, com la cladística, es va fer evident que la major part de les principals agrupacions utilitzades durant el segle XX no eren compatibles amb les noves dades. Actualment, els llistats d'aranyes, com ara el World Spider Catalog, ja ignoren la classificació de superfamílies.